# Santana do Garambéu
Santana do Garambéu är en kommun i Brasilien.   Den ligger i delstaten Minas Gerais, i den sydöstra delen av landet, 800 km sydost om huvudstaden Brasília. Antalet invånare är 2 235.
Omgivningarna runt Santana do Garambéu är huvudsakligen savann. Runt Santana do Garambéu är det glesbefolkat, med 10 invånare per kvadratkilometer.